# Тутінг-Бек (станція метро)
51°26′09″ пн. ш. 0°09′35″ зх. д. / 51.43584083° пн. ш. 0.15968594° зх. д.
Тутінг-Бек (англ. Tooting Bec) — станція Північної лінії Лондонського метрополітену, розташована у районі Тутінг, у 3-й тарифній зоні. В 2018 році пасажирообіг станції — 7.63 млн осіб

## Історія
- 13 вересня 1926: відкриття станції як Триніті-роуд (Тутінг-Бек) у складі City and South London Railway.
- 1 жовтня 1950: станцію перейменовано на Тутінг-Бек.

## Пересадки
- на автобуси London Buses маршрутів:  155, 219, 249, 319, 355 та нічний маршрут N155.